# Yên Bình công
Yên Bình công (chữ Hán: 燕平公; trị vì: 523 TCN-505 TCN), là vị vua thứ 29 của nước Yên - chư hầu nhà Chu trong lịch sử Trung Quốc.
Không rõ tên thật và thân thế của Bình công. Năm 524 TCN, Yên Cung công, vị vua thứ 28 của nước Yên qua đời, Bình công lên ngôi.
Sử sách không ghi rõ những hành trạng của ông trong thời gian làm vua.
Năm 505 TCN, Yên Bình công mất. Yên Tiền Giản công nối ngôi.